# Knut Anders Fostervold
Knut Anders Fostervold (Tønsberg, 4 ottobre 1971) è un ex ciclista su strada ed ex calciatore norvegese, di ruolo difensore.

## Carriera

### Calcio

#### Club
Fostervold giocò per il Sandefjord BK, per lo Stokke e successivamente nell'Eik-Tønsberg. Passò in seguito al Molde, per cui debuttò in campionato il 22 aprile 1995, nella vittoria per 6-0 sul Brann. Segnò la prima rete il 18 giugno 1997, nella vittoria per 3-1 contro il Lyn Oslo.
Nel 2000, passò in prestito al Grimsby Town. Esordì nella Championship il 21 novembre, nella sconfitta per 2-0 contro il Wolverhampton. Al termine di questa esperienza, tornò nel Molde. Si ritirò al termine del campionato 2002, a causa di alcuni problemi fisici che lo avevano già tormentato in Inghilterra.
È ricordato anche per una simulazione, dopo essere stato colpito da un avversario: Fostervold aspettò qualche istante, prima di buttarsi a terra, creando un'involontaria scenetta comica. Il giorno dopo questo episodio, John Carew festeggiò una rete inscenando una parodia con i compagni di squadra del Rosenborg.

### Ciclismo
Dopo essersi ritirato dal mondo del calcio, Fostervold diventò un ciclista professionista. Attivo dal 2005 al 2009, terminò quattro volte sul podio dei campionati nazionali. Con la nazionale norvegese partecipò ai campionati del mondo nel 2006 e 2007, nelle prove a cronometro.